# Katherine MacLean
Katherine MacLean (Glen Ridge, New Jersey, 1925. január 22. – 2019. szeptember 1.) Nebula-díjas amerikai sci-fi író.

## Művei
- Defense Mechanism (1949)
- And Be Merry (1950)
- Incommunicado (1950)
- Feedback (1951)
- Syndrome Johnny (1951)
- Pictures Don't Lie (1951)
- The Snowball Effect (1952)
- Games (1953)
- The carnivore (1953)
- The Diploids (1953)
- Second Game (1958)
- Trouble with Treaties (1959)
- The Missing Man (1971)

## Díjai
- Nebula-díj (1972)
- Author Emeritus (2003)